# Jimmy Forrest
Pour les articles homonymes, voir Forrest.
Forrest (James Robert Jr. dit Jimmy), est un saxophoniste ténor américain (Saint Louis, Missouri, 24 janvier 1920 – Grand Rapids, Michigan, 26 août 1980).

## Biographie
Jimmy Forrest a joué avec Duke Ellington (1949-50) et Harry Edison (1958-63) avant de rejoindre Count Basie durant les années 1970. Il travailla aussi avec Al Grey (1977-1980).

## Discography

### En tant que leader
- 1951 : Night Train  (United)
- 1952 : Live at the Barrel (Prestige)
- 1959 : All the Gin is Gone (Delmark)
- 1960 : Forrest Fire  (New Jazz)
- 1961 : Out of the Forrest (Prestige)
- 1961 : Sit Down and Relax with Jimmy Forrest (Prestige)
- 1961 : Most Much! (Prestige)
- 1962 : Soul Street  (New Jazz)
- 1972 : Black Forrest  (Delmark) - avec Al Grey, Peter Leitch, Charlie Rice, Don Patterson
- 1972 : Heart of the Forrest (Palo Alto/Muse)
- 1980 : O.D. (Out 'Dere)  (Greyforrest)

### En tant que sideman
Avec Cat Anderson
- Cat on a Hot Tin Horn (Mercury, 1958)

Avec Count Basie
- In Europe (LRC, 1974)
- I Told You So (Pablo, 1976)
- Montreux '77 (Pablo, 1977)

Avec Harry "Sweets" Edison
- The Swinger (Verve, 1958)
- Mr. Swing (Verve, 1958)
- Sweetenings (Roulette, 1958)
- Harry Eddison Swings Buck Clayton and Vice Versa (Verve, 1958) - avec Buck Clayton
- Patented by Edison (Roulette, 1960)

Avec Bennie Green
- Swings The Blues (Enrica, 1959)
- Bennie Green (Time, 1960)
- Hornful of Soul (Bethlehem, 1960)

Avec Al Grey
- Al Grey featuring Arnett Cobb and Jimmy Forrest (Black & Blue, 1975)
- Grey's Mood (Black & Blue, 1975)
- Struttin' and Shoutin' (Columbia, 1976)

Avec Jo Jones
- Jo Jones Sextet (Everest, 1960)

Avec Jack McDuff
- Tough 'Duff (Prestige, 1960)
- The Honeydripper (Prestige, 1961)

Avec Blue Mitchell
- Blue Mitchell (Mainstream, 1971)

Avec Waymon Reed
- 46th and 8th (Artists House, 1977)

Avec Joe Williams
- Together (Roulette, 1961) - with Harry "Sweets" Edison
- A Swingin' Night at Birdland (Roulette, 1962)